# Oued El Barad
Oued El Barad è un comune dell'Algeria, situato nella provincia di Sétif.